# Gloster Meteor
Gloster Meteor var den første britiske jetjager, og de Allieredes eneste operationelle jetfly under 2.verdenskrig. Udviklingen af Meteor var i høj grad en følge af den revolutionerende turbojetmotor, der blev udviklet af Sir Frank Whittle og hans firma, Power Jets Ltd. Med øgenavnet "kødkassen" ("the meatbox") var Meteor ikke et aerodynamisk sofistikeret fly, men viste sig i kamp at være en vellykket jager. Glosters civile Meteor F.4 demonstrationsfly G-AIDC fra 1946 var det første civilt registrerede jetfly i verden.
Meteor tjente kun begrænset i 2. verdenskrig, men deltog i Koreakrigen og i mange regionale konflikter. Specialiserede varianter blev udviklet til rekognosceringsfly og til natjagere, flyet blev benyttet til forskning og udvikling, og undervejs satte det adskillige rekorder. Efterhånden som nyere og bedre jetjagere blev udviklet i 1950erne, blev Meteor mere og mere forældet: ved RAF blev den afløst af Hawker Hunter og Gloster Javelin.
Meteor legemliggjorde fremkomsten af jetmotoren; i den tid flyet gjorde tjeneste ville både militære og civile konstruktører hilse turbinemotoren velkommen, indbygge den i deres designs og arbejde med dens fordele: silkeblød motorgang og høj effekt.

## Udvikling

### Oprindelse
Udviklingen af Gloster Meteor var et samarbejde mellem Gloster Aircraft Company og Sir Frank Whittles firma, Power Jets Ltd. Frank Whittle startede Power Jets Ltd. i Marts 1936 for at kunne omsætte sine ideer om jetmotorer til virkelighed, og han fungerede selv som firmaets ledende ingeniør. I adskillige år var det vanskeligt at tiltrække finansiel opbakning og interessere flyfirmaer i Whittles radikalt anderledes ideer; i 1931 havde Armstrong-Siddeley evalueret og fundet opfindelsen teknisk sund, men alligevel afvist Whittles forslag, fordi det gik ud over grænserne for hvad der var producerbart. Den første Whittle prototype jetmotor, Power Jets WU, blev testkørt i begyndelsen af 1937; kort efter gav både Sir Henry Tizard, formanden for Aeronautical Research Committee, såvel som Air Ministry deres opbakning til projektet.
Den 28. april 1939 besøgte Whittle Gloster Aircraft Companys fabrik, hvor han mødte adskillige nøglepersoner, herunder George Carter, Glosters ledende designer. Carter blev særdeles interesseret i Whittles projekt, navnlig efter han så den færdige Power Jets W.1 motor; Carter lavede hurtigt adskillige grove skitser af forskellige flydesigns med den nye motor. Uafhængigt af dette havde Whittle fremstillet adskillige forslag til en højtgående jetdrevet bomber. Omkring midten af 1939 trådte Power Jets og Gloster i samarbejde.
På trods af stridigheder mellem Power Jets og nogle af investorerne gav Air Ministry sidst i 1939 Gloster kontrakt på at fremstille et prototypefly med en af Whittles ny turbojetmotorer. Det enmotors "proof-of-concept" Gloster E28/39 blev det første britiske jetfly, og fløj første gang 15. maj 1941 med Glosters ledende testpilot, Flight Lieutenant Philip "Gerry" Sayer ved styregrejerne. Den lille E.28/39 beviste dueligheden af jetfremdrift, og Gloster pressede på med designs for en seriefremstillet jager. På grund af den begrænsede trykkraft fra de tidlige jetmotorer, blev det besluttet, at den nye jager skulle have to motorer.
I 1940 anbefalede Royal Aircraft Establishment (RAE) at påbegynde et fly med en max. vægt på 8.500 lb (3.900 kg) og en statisk trykkraft på 3.200 lb (14,2 kN). Flyet skulle være i stand til at medbringe en "militær nyttelast" på 1.500 lb (680 kg). Derudover skulle et andet fly forberedes, med en max. vægt på 11.000 lb (4.990 kg), beregnet på de forventede kraftigere W.2 og axiale motordesigns. George Carters beregninger var baseret på RAEs arbejde, og hans egne undersøgelser indikerede, at et 8.700–9.000 lb (3.900–4.100 kg) fly med to eller fire 20 mm kanoner og seks 0.303 maskingeværer ville få en topfart på 400–431 mph ved havoverfladen, og 450–470 mph ved 30.000 ft. I januar 1941 fortalte Lord Beaverbrook Gloster, at det nye tomotors jagerfly var af "unik vigtighed" og beordrede firmaets arbejde på en natjager efter Specification F.18/40 sat i bero.

### Prototyper
I august 1940 præsenterede Carter Glosters forslag for en tomotors jetjager med et næsehjulsunderstel. Den 7. februar 1941 fik Gloster en ordre på tolv prototyper (senere reduceret til otte) under Specification F9/40. En hensigtserklæring for produktionen af 300 de nye jagere, som oprindelig blev kaldt Thunderbolt, blev udstedt den 21. juni 1941; for at undgå forveksling med USAAFs Republic P-47 Thunderbolt, som i 1944 fik det samme navn, blev flyets navn ændret til Meteor. Under flyets hemmeligholdte udvikling benyttede ansatte og embedsmænd kodenavnet Rampage for at referere til Meteor, på samme måde blev de Havilland Vampire før den officielle navngivning kaldet Spider Crab. Testpladser og anden nøgleinformation for projektet blev hemmeligholdt på samme måde.
Selv om de første prøvekørsler på jorden ('taxiing trials') blev udført i 1942, var det først året efter ,at flyet kom i luften på grund af produktions- og godkendelsesproblemer med den nye Power Jets W.2 motor, som skulle benyttes i Meteor. På grund af forsinkelser ved underleverandøren Rover, som havde problemer med at fremstille W.2-motorerne inden for tidsrammerne, blev produktionen af Meteor beordret standset den 26. november 1942; der blev udvist betydelig interesse for den enmotors Gloster E.1/44 jager, uofficielt kaldet Ace. Gloster fortsatte udviklingsarbejdet på Meteor, og produktionsstoppet blev afblæst til fordel for at fremstille seks (senere otte) F9/40 prototyper parallelt med tre E.1/44 prototyper. Rovers ansvar for udvikling og produktion af W.2B motoren blev overført til Rolls-Royce samme år.
Den 5. marts 1943 blev den femte prototype, DG206, den første Meteor, der blev luftbåren. Den var forsynet med to de Havilland Halford H.1 motorer, på grund af problemerne med W.2 motorerne. Den startede fra RAF Cranwell med Michael Daunt som pilot. På den første flyvning viste flyet sig at have en ukontrollabel slingren om den vertikale akse ('yaw'), hvilket førte til et redesignet, større sideror; derimod blev der ingen problemer fundet med den banebrydende turbojetmotor. Kun to prototyper fløj med de Havilland motorer, fordi disse ikke var tilstrækkeligt pålidelige. Endnu før den første prototype var kommet på vingerne, havde RAF placeret en ordre på 100 standard produktionsfly.
Det første fly med Whittle-motorer, DG205/G, fløj den 12. juni 1943 (det styrtede senere under takeoff den 27. april 1944) og blev fulgt af DG202/G den 24. juli. DG202/G blev senere anvendt til håndteringstests ombord på hangarskibet HMS Pretoria Castle. DG203/G fløj første gang 9. november 1943, flystellet blev senere anvendt til undervisning af jordpersonale. DG204/G, som havde Metrovick F.2 motorer, fløj første gang 13. november 1943; DG204/G gik tabt i en ulykke 4. januar 1944; årsagen antages at have været et svigt af motorens kompressor efter for højt omdrejningstal. DG208/G gjorde sin debut den 20. januar 1944; på dette tidspunkt var de fleste designproblemer løst, og et produktionsdesign var blevet godkendt. DG209/G blev benyttet som testopstilling til motorer ved Rolls-Royce, og fløj første gang 18. april 1944. DG207/G var forudset som grundlaget for Meteor F.2 med de Havilland motorer, men den fløj ikke før 24. juli 1945, hvor Meteor 3 allerede var i fuld produktion og de Havillands opmærksomhed var fuldstændigt rettet mod den kommende de Havilland Vampire. Resultatet blev, at F.2 blev aflyst.

### I produktion
Den 12. januar 1944 startede den første Meteor F.1, serienummer EE210/G, fra Moreton Valence. Den var i det store og hele identisk med F9/40 prototyperne, bortset fra at den havde fire 20 mm (.79 in) Hispano Mk V kanoner monteret i næsen, og nogle ændringer i hood'en for at forbedre udsynet. På grund af F.1's lighed med prototyperne blev de ofte benyttet i testprogrammet for at fremme den britiske forståelse af jetfremdrift, og det varede indtil juli 1944, før flyet kom i tjeneste i en eskadrille. EE210/G blev senere sendt til USA for evaluering i bytte med en præ-produktions Bell XP-59A Airacomet. Meteoren blev først fløjet af John Grierson på Muroc Army Airfield den 15. april 1944.
Oprindeligt blev der bestilt 300 stk. F.1, men der blev kun produceret 20 fly af denne type, alle de efterfølgende blev konverteret til de mere avancerede modeller. Nogle af de sidste store forbedringer af Meteors tidlige design blev forsøgt under den første produktionsbatch, for eksempel blev det endelige design af motorgondolerne introduceret i nummer EE211. RAE havde opdaget, at den oprindelige motorindkapsling led af kompressibilitetsproblemer ved høj hastighed, hvilket medførte forhøjet luftmodstand. De omdesignede længere motorgondoler ('naceller') eliminerede disse problemer og gav en forøgelse af Meteors maksimale flyvehastighed. De forlængede naceller blev introduceret på de sidste 15 Meteor III. EE215 var den første Meteor, der fik sine våben; EE215 blev også anvendt til forsøg med en efterbrænder som øgede tophastigheden fra 420 mph til 460 mph, og blev senere ombygget til den første to-sædede Meteor. På grund af de radikale forskelle mellem jetfly og de tidligere propelfly, blev der oprettet en særlig Tactical Flight eller T-Flight enhed for at forberede Meteor og dens piloter til aktiv tjeneste. Enheden blev ført af Group Captain Hugh Joseph Wilson. Tactical Flight blev oprettet på Farnborough i maj 1944, og de første Meteor-jagere ankom den følgende måned, hvorefter taktiske anvendelser og begrænsninger blev ekstensivt udforsket.
Den 17. juli 1944 blev Meteor F.1 frigivet til ordinær tjeneste. Kort efter blev dele af Tactical Flight og de tilhørende fly overført til aktive RAF eskadriller. De første leverancer til RAF Eskadrille 616, Den første operationelle eskadrille der modtog Meteor, begyndte i juli 1944. Da F.2 blev aflyst, blev Meteor F.3 den umiddelbare efterfølger til F.1 og løste nogle af de problemer der havde været med F.1. I august 1944 fløj den første prototype af F.3; tidlige F.3 produktionsfly var stadig udstyret med Welland motoren, eftersom produktionslinien for Rolls-Royce Derwent motoren endnu var under opstart. I alt blev 210 stk. F.3 produceret før de blev afløst af Meteor F.4 i 1945.
Adskillige Meteor F.3 blev 'mariniseret' til anvendelse ombord på hangarskibe. Ændringerne inkluderede et forstærket understel og en halekrog. Forsøg med de modificerede fly, inklusive start og landinger fra hangarskib, blev udført om bord på HMS Implacable. Flyene fungerede udmærket, og der blev lavet yderligere forsøg med en modificeret Meteor F.4 med foldbare vinger. Der blev også lavet forsøg med en forkortet ('clipped') vinge. Senere trådte Meteor i tjeneste ved Royal Navy, men kun som landbaseret træner. Meteor T.7 skulle uddanne Fleet Air Arm piloter til at flyve andre typer jetfly som f.eks. de Havilland Sea Vampire.
Forskellige varianter af Meteor var blevet introduceret indtil 1948, men de havde ikke adskilt sig særligt meget fra prototyperne. Som en følge heraf, var Meteor F.4 begyndt at blive udkonkurreret af nyere jetdesigns. Af denne grund startede Gloster et redesign for at producere en ny Meteor med forbedret ydelse. Under navnet Meteor F.8 blev det opgraderede fly en kapabel jager, og udgjorde hovedparten af RAF Fighter Commands fly mellem 1950 og 1955. Meteor forblev i militær drift i adskillige lande til ind i 1960erne.

### Natjager
For at afløse den i stigende grad forældede de Havilland Mosquito som natjager, blev Meteor tilpasset opgaven som en midlertidig løsning. Gloster havde oprindeligt foreslået et natjagerdesign efter Air Ministrys specifikation for Mosquitoens afløser, baseret på den tosædede trænervariant af Meteor, med en pilot i det forreste sæde og en navigatør bagved. Efter at projektet var godkendt, blev det hurtigt flyttet til Armstrong Whitworth, både for detaljeret design og produktion; den første prototype fløj den 31. maj 1950. Selv om flyet var baseret på den tosædede T.7, benyttede den skrog og hale fra F.8, og de længere vinger fra F.3. Næsen blev forlænget, og der blev monteret en AI Mk 10 Air Intercept radar. Da radaren tog al plads i næsen, blev 20 mm kanonerne flyttet ud i vingerne, udenbords for motorerne. En ekstra brændstoftank og droptanke under vingerne satte prikken over i'et, og flyet blev kendt under navnet Armstrong Whitworth Meteor NF.11.
Efterhånden som radarteknologien blev forbedret, blev Meteor natjageren videreudviklet til at benytte det forbedrede amerikansk-byggede APS-21 radarsystem. NF.12 fløj første gang den 21. april 1953. Den var stort set magen til NF 11, men havde en næse der var 17 tommer (43.2 cm) længere, og halefinnen var større, dels for at kompensere for det forlængede flystel, dels for at kompensere for den tunge radarscanners fysiske bevægelse; tyngdepunktsændringerne forstyrrede kanonsigtet. For yderligere at dæmpe bevægelsen blev en modsat virkende servomotor placeret halvvejs oppe på fronten af halefinnen. NF.12 fik også de nye Rolls-Royce Derwent 9 motorer, og fik derfor vingerne forstærket. Leverancerne af NF.12 startede i 1953, og typen trådte i tjeneste ved eskadrillerne tidligt i 1954. I alt tjente den ved syv eskadriller (RAF no. 85, 25, 152, 46, 72, 153 og 64); flyene blev udskiftet i løbet af 1958–59.
Den sidste Meteor natjager var NF.14, som fløj første gang 23. oktober 1953. NF.14 var baseret på NF.12 men fik en endnu længere næse, forlænget med yderligere 17 tommer for at skaffe plads til nyt udstyr. Flyets længde voksede dermed til 51 fod 4 tommer (15,65 m), og der blev monteret en større 'boble'hood for at erstatte T.7s 'drivhus' version. Kun 100 stk. NF.14 blev bygget; de trådte først i tjeneste i februar 1954 ved eskadrille 25, men blev erstattet så tidligt som i 1956 af Gloster Javelin. De fortsatte tjenesten lidt længere oversøisk, hvor de tjente ved eskadrille 60 i Tengah, Singapore indtil 1961. Efterhånden som NF.14 blev udskiftet, blev 14 stk. ændret til træningsfly under navnet NF(T).14 og blev overdraget til No. 2 Air Navigation School på RAF Thorney Island, indtil de blev overført til No. 1 Air Navigation School på RAF Stradishall hvor de tjente indtil 1965.

## Design

### Konstruktion
Den første operationelle version, Meteor F.1, var - bortset fra mindre modifikationer på flystellet - en simpel 'militarisering' af de tidligere F9/40 prototyper. Dimensionerne af en standard Meteor F.1 var 41 fod 3 tommer (12,58 m) længde, 43 fod (13,11 m) spændvidde, en tomvægt på 8.140 lb (3.823 kg) og en maximum takeoff vægt på 13.795 lb (6.270 kg). På trods af den revolutionerende turbojetmotor, var designet af Meteor temmelig ortodokst og anvendte ikke nyere aerodynamiske forbedringer, som f.eks. tilbagestrøgne vinger; Meteor havde i grove træk samme konfiguration som sit tyske modstykke, Messerschmitt Me 262.
Det var et lavvinget helmetals fly med næsehjulsunderstel. Vingerne var lige, med turbojetmotorerne monteret halvvejs ude, og et højt monteret haleplan for at holde det klar af jetudstødningen. Meteor F.1 udviste nogle problematiske flyveegenskaber som var typiske for tidlige jetfly; den led under stabilitetsproblemer ved høj fart under lydens hastighed, store trimændringer, der skulle anvendes store kræfter for at betjene styrepinden, og en selvforstærkende yaw ustabilitet (flyet 'slanger' sig gennem luften) på grund af at luftstrømmen separerer fra den tykke halefinne. Det længere skrog på Meteor T.7, et tosædet skolefly, reducerede i betydelig grad den aerodynamiske ustabilitet som de tidlige Meteorer var kendt for.
Senere Meteor varianter ville have et stort antal ændringer fra de første F.1, der trådte i tjeneste i 1944. Der blev ofret megen opmærksomhed på at øge flyets topfart, ofte ved at forbedre flystellets aerodynamiske egenskaber, på at få indført de seneste forbedringer af motorerne, og på at forøge flystellets styrke. Meteor F.8, som blev udrullet sidst i 1940'ne, blev anset for at have substantielt forbedrede egenskaber i forhold til tidligere varianter; F.8 var angiveligt det mest ydedygtige ensædes fly i 1947, i stand til at stige til 40.000 fod i løbet af fem minutter.
Fra begyndelsen blev Meteor samlet af en række moduler, eller separat fremstillede sektioner. Dette var et velovervejet valg, eftersom det tillod at produktionen blev distribueret mellem flere firmaer, og at de enkelte enheder let kunne transporteres. Hvert fly bestod af fem hovedenheder: næsen, forreste del af skroget, midterste sektion, det agterste skrog med halen; vingerne blev også bygget af flere moduler. Den forreste del af skroget indeholdt trykkabinen, bevæbningen, og understellets næsehjul. Den midterste sektion samlede mange af de strukturelle elementer, som f.eks. de indre vingesektioner, motorgondolerne, brændstoftanken, ammunitionstromlerne, og understellets hovedhjul. Det agterste skrog var af en traditionel delvist selvbærende ('semi-monocoque') opbygning. Forskellige aluminiumslegeringer var de primære materialer overalt i flyet, som for eksempel yderbeklædningen af duralumin der indgik som et bærende element.
Igennem hele Meteorens produktionsforløb blev forskellige firmaer anvendt som underleverandører til at producere sektioner og vigtige komponenter. På grund af krigstidens produktionskrav til fly som Hawker Hurricane og Hawker Typhoon, kunne hverken Gloster eller resten af Hawker Siddeley Group selv møde produktionsordren på 80 fly om måneden. Bristol Tramways producerede den forreste del af skroget, Standard Motor Company den midterste sektion og de indre vingesektioner, Pressed Steel Company fremstillede det agterste skrog, og Parnall Aircraft lavede halen. Andre større underleverandører var Boulton Paul Aircraft, Excelsior Motor Radiator Company, Bell Punch, Turner Manufacturing Company, og Charlesworth Bodies; eftersom mange af disse firmaer havde ringe eller slet ingen erfaring med flyproduktion, blev firmaerne kontraktligt bundet til Glosters originale tegninger og produktionsmetoder, for at kunne garantere kvalitet og udskiftelighed af komponenterne.
Fra Meteor F.4 og fremad begyndte Armstrong Whitworth at fremstille komplette fly i deres Coventry fabrik, parallelt med Glosters egen produktionslinie. Det belgiske flyfirma Avions Fairey begyndte at bygge Meteor F.8 til det Belgiske Luftvåben under licens fra Gloster; en lignende licensproduktionsaftale blev indgået med det hollandske firma Fokker, som leverede fly til det Hollandske luftvåben.

### Motorer
Meteor F.1 var forsynet med to Rolls-Royce Welland turbojetmotorer, Storbritanniens første jetmotor i serieproduktion, som var bygget på licens ud fra Frank Whittles designs. Meteorens motorer var betydeligt mere praktiske end de Junkers Jumo 004 der var monteret på den tyske Me 262, eftersom de var mere effektive, havde en langt større levetid, og kunne køre i langt flere timer før service; i modsætning til Me 262 der havde motorerne ophængt i gondoler under vingerne, havde Meteor sine motorer 'begravet' i vingerne mellem den forreste og bageste hovedbjælke ('wing spar').
W.2B/23C motorerne, som Welland var baseret på, producerede 1.700 lbf (7,58 kN) trykkraft hver, hvilket gav flyet en maksimal fart på 417 mph (670 km/t) i 3.000 m flyvehøjde, og en rækkevidde på 1.006 miles (1.610 km). Den indeholdt en hydraulisk drevet startermotor, udviklet af Rolls-Royce, som kørte automatisk efter et tryk på startknappen i cockpittet. Motorerne drev også hydraulik- og vacuumpumper, såvel som en generator via en Rotol gearkasse, der var monteret på den forreste hovedbjælke; cockpittet var også opvarmet ved hjælp af trykluft ('bleed air') fra kompressoren i en af motorerne. Motorernes acceleration blev styret manuelt af piloten; en for hurtig acceleration ville ofte medføre et kompressor stall i de tidlige fly; sandsynligheden for et kompressor stalls blev reelt elimineret efterhånden som både motoren og selve flyet blev videreudviklet. Ved høj hastighed havde Meteor en kedelig tendens til at miste længdestabilitet ('yaw stabillity'), navnlig i dårligt vejr, hvilket gjorde at flyet ville 'slange' sig fremad; problemet kunne løses af piloten ved at sætte farten ned.
Baseret på Power Jets designs, producerede Rolls-Royce stadigt mere avancerede og kraftige turbojetmotorer. Ud over de talløse forbedringer af Welland motorerne der sad i de første Meteorer, indgik Rolls-Royce og Power Jets et samarbejde om at udvikle den langt mere kapable Derwent motor, som under navnet Rover B.26 havde været igennem et radikalt re-design af W.2B/500 mens den var i Rovers hænder. Derwent motoren, og den om-designede Derwent V som var baseret på Nene, blev installeret i mange af de senere Meteorer, og medførte betydelige forbedringer af flyets egenskaber. Meteor tjente ofte som prøvestand for de tidlige turbojet designs; et par Meteor F.4 blev sendt til Rolls-Royce for at assistere med forsøgene på de eksperimentelle motorer. RA435 blev anvendt til afprøvning af efterbrændere, og RA491 fik monteret Rolls-Royce Avon motorer med axialt gasflow. Efter at have medvirket i udviklingen af Meteorens motorer, begyndte Armstrong-Siddeley, Bristol Aircraft, Metropolitan-Vickers, og de Havilland selvstændigt at udvikle deres egne gasturbinemotorer.

## Ydelse
Under udviklingen havde skeptiske personer i Air Ministry forventet at veltrimmede propelfly generelt ville overgå Meteors egenskaber, på nær i hastighed; derfor blev de tidlige Meteor anset for velegnede til opgave son afskærende jager ('interceptor') eftersom den kunne dykke hurtigere end de fleste af fjendens fly. Efter at have afprøvet Meteor F.3. imod Hawker Tempest V under tjenestevilkår, fandt man at Meteor overgik Tempest på næsten alle måder, og på nær nogle mindre problemer med manøvreevnen var Meteor en kapabel allround jager. Piloter der var blevet omskolet fra propelfly beskrev ofte Meteor som 'spændende' at flyve. Ex-RAF pilot Norman Tebbit beskrev sin oplevelse med Meteor: "Få den i luften, op med hjulene, hold den lavt indtil cirka 380 knob, træk den opad og den ville stige, syntes vi dengang, som var det en raket".
Som en tommelfingerregel benytter jetmotorer mere brændstof end tilsvarende stempelmotorer; de tørstige Welland motorer påførte Meteor F.1 betydelige problemer med rækkevidden, hvilket ledte til at typen blev benyttet som lokal interceptor. I efterkrigstiden var der et betydeligt pres for at øge rækkevidden for at modstå truslen om bombefly med atomvåben. Den langsigtede løsning på dette problem var lufttankning; adskillige Meteorer blev leveret til firmaet Flight Refuelling Limited med henblik på forsøg med det nyudviklede kurvsystem. Systemet blev aldrig indført på Meteorer i tjeneste, eftersom disse allerede var under udskiftning til mere moderne typer.
I Maj 1951 blev det rapporteret at halen på Meteor 4 mistede halvdelen af styrken hvis forhudningen revnede. Det blev opdaget at revnerne startede ved nittehuller, inspektionspaneler og visse typer stræbere på grund af metaltræthed.
I alt gik 890 Meteorer tabt i RAF tjeneste (145 styrt og andre ulykker alene i 1953), hvilket medførte at 450 piloter blev dræbt. Medvirkende faktorer til det høje antal var dårlige bremser, fejlende understel, det høje brændstofforbrug og den resulterende korte flyvetid (mindre end en time), hvilket fik flyene til at løbe tør for brændstof, og vanskelig håndtering med kun en motor fordi disse var monteret langt fra hinanden. De tidlige Meteor havde ikke katapultsæde; dette forværrede yderligere tabslisten; flyets høje hastighed gjorde at piloter under udspring kunne udsættes for høje g-kræfter og kraftig vindpåvirkning, der gjorde det vanskeligt at bevæge sig; der var også betydelig risiko for at piloten ramte halefinnen eller haleplanet. Der blev monteret katapultsæder i de senere F.8, FR.9, PR.10 og nogle eksperimentelle Meteorer. Vanskelighederne ved at springe ud fra Meteor var blevet bemærket af piloterne allerede under udviklingen. Der blev rapporteret adskillige medvirkende designfaktorer som f.eks. den begrænsede størrelse og placeringen af cockpittet, og det vanskeligt håndterbare to-håndtags system til afkastning af hood'en.

## Operationel historie

### Anden verdenskrig
RAFs eskadrille 616 var den første der tog Meteor i tjeneste: den første leverance var på 14 fly. Eskadrillen var baseret på RAF Culmhead i Somerset og havde tidligere fløjet Spitfire VII. Til at begynde med foregik omstillingen til Meteor i dybeste hemmelighed. Efter at eskadrillens seks ledende piloter havde været på et omskolingskursus på Farnborough, blev de første fly leveret den 12. Juli 1944. Eskadrillen og dens Meteorer flyttede til RAF Manston på den østlige kyst af Kent den 21. Juli 1944, og i løbet af en uge var 32 piloter blevet omskolet.
Til at starte med blev Meteor benyttet til at modgå truslen fra V-1. 616s Meteorer kom i kamp første gang den 27. Juli 1944, hvor tre fly var på vingerne over Kent. Dette var den første kampmission for Meteor, og den første jetkampmission for Royal Air Force. Efter nogle problemer, særligt med kanoner med 'klemmere', blev de to første V1 skudt ned den 4. august. Ved krigens afslutning havde Meteor fået ram på 14 'flyvende bomber'. Efter at truslen fra V1 ophørte og tyskerne introducerede den ballistiske V-2, fik RAF forbud mod at flyve Meteor på kampmissioner over tysk-besatte områder af frygt for at et fly blev skudt ned, bjerget og undersøgt af tyskerne.
616 flyttede kortvarigt til RAF Debden for at give USAAF bomberbesætninger erfaringer og opfinde taktikker mod jetangreb, før 616 flyttede til Colerne i Wiltshire. Under en ugelang serie øvelser, hvor Meteorer lavede skinangreb på en formation af 100 B-24 og B-17 bombefly eskorteret af 40 Mustang og Thunderbolt jagere, blev det opdaget at hvis jetjagerne angreb formationen ovenfra, kunne de have fordel af deres høje fart ved at dykke mod formationen, angribe, fortsætte nedad gennem formationen og undslippe, før jagereskorten kunne nå at reagere. Den bedste taktik for at modgå denne fordel var at placere en jagereskorte 5.000 fod over bomberene og afskære jetjagerne tidligt i deres dyk. Fra 616s synspunkt var øvelserne også nyttige, da det gav værdifulde praktiske erfaringer med at benytte Meteor.
616 udskiftede deres F.1 med de første Meteor F.3 den 18. december 1944. Disse første 15 F.3 var forskellige fra F.1 ved at have en hood der blev skubbet bagud i stedet for at være hængslet til siden, forøget brændstofkapacitet og nogle raffinementer på flystellet. De var stadig forsynet med Welland I motorer. Senere F.3 blev forsynet med Derwent I motorer. Dette var en klar forbedring over den tidligere type, selvom det grundlæggende design endnu ikke havde nået dets fulde potentiale. Flyveforsøg såvel som tests udført i vindtunnel viste at de oprindelige korte motorgondoler ("nacelles"), som stort set ikke gik ud over vingens for- og agterkant, bidrog kraftigt til kompressionsvibrationer ("compressibility buffeting") ved høje hastigheder. Ny og længere motorgondoler fjernede en del af problemerne, men gav også 120 km/t (75 mph) mere fart i stor højde, uden at ændre på motorerne. Den sidste produktionsserie af Meteor F.3 forlod fabrikken med de forlængede motorgondoler; fly der allerede var taget i drift fik dem eftermonteret 'i marken'. F.3 fik også de nye Rolls-Royce Derwent motorer, forøget brændstofkapacitet, og en ny og større 'boble' hood.
Efter at have vurderet at Meteor F.3 var klar til kampen over Europa, besluttede RAF endeligt at udstationere dem på kontinentet. Den 20. januar 1945 blev fire Meteorer fra 616 flyttet til Melsbroek i Belgien og tilknyttet Second Tactical Air Force, kun knap tre uger efter Luftwaffes overraskende angreb Nytårsdag, Unternehmen Bodenplatte, under hvilket Melsbroek (også kaldet Advanced Landing Ground "B.58") var blevet angrebet af jagere fra JG 27 og JG 54. Meteorernes oprindelige formål var at give basen et jagerforsvar, men piloterne håbede at deres tilstedeværelse ville provokere tyskerne til at sende Me 262 jagere imod dem. På dette tidspunkt havde Meteor-piloterne stadig forbud mod at flyve over tysk besat område, eller at bevæge sig øst for Eindhoven, for at forhindre at et nødlandet fly kunne kapres af tyskerne eller sovjettropperne.
I Marts blev hele eskadrillen flyttet til Gilze-Rijen og i april til Nijmegen. Meteorerne fløj væbnede rekognoscerings- og jordangrebsoperationer uden at møde tyske jetjagere. Sidst i april blev eskadrillen udstationeret i Faßberg, Tyskland og led sine første tab da to fly kolliderede i dårlig sigtbarhed. Ved krigens slutning havde Meteorerne ødelagt 46 tyske fly ved jordangreb. Det viste sig at egenbeskydning, som følge af at allieret antiluftskyts forvekslede Meteor med Messerschmitt Me 262, var en langt større trussel end det udslidte Luftwaffe; for at imødegå dette blev alle Meteorer på kontinentet malet hvide for at gøre hurtig identifikation lettere.

### Efter krigen
Den næste generation Meteor F.4s prototype fløj første gang den 17. maj 1945, og gik i produktion i 1946, hvor 16 RAF eskadriller allerede anvendte Meteor. Udstyret med Rolls-Royce Derwent 5 motorer, den mindre version af Rolls-Royce Nene, kunne F.4 flyve 170 mph (270 km/t) hurtigere end F.1 ved havoverfladen (585 imod 415 mph), men de formindskede vinger forringede dens stigeevne. F.4s spændvidde var 86,4 cm kortere end F.3s og med afstumpede vingetipper, der stammede fra hastighedsrekord-flyene. F.4 fik yderligere nogle forbedringer: et forstærket flystel, trykkabine, lettere krængeror for at forbedre manøvreevnen, og trimflader på sideroret for at reducere Dutch roll (længdeustabilitet). F.4 kunne forsynes med en droptank under hver vinge, og der blev udført forsøg med at bære forskellige objekter på hardpoints under vingerne, samt med forskellige forlængede skrog.
På grund af efterspørgslen blev produktionen af F.4 delt mellem Gloster og Armstrong Whitworth. De fleste tidlige F.4 gik ikke til RAF: 100 blev eksporteret til Argentina, og kom i kamp for begge sider i 1955-revolutionen; i 1947 havde kun to af RAF's eskadriller fået F.4. Yderligere ni RAF eskadriller skiftede fra 1948 og frem. Fra 1948 blev 38 stk. F.4 eksporteret til Holland hvor de dannede fire eskadriller, to i Soesterberg og to i Leeuwarden, indtil midt i 1950'erne. I 1949 blev kun to RAF eskadriller omstillet til F.4, men Belgien købte 48 fly samme år (de gik til 349 og 350 i Beauvechain) og Danmark modtog 20 stk. i løbet af 1949 og '50. I 1950 blev yderligere tre RAF eskadriller opgraderet, og i 1951 seks mere.
En F.4 modificeret til to sæder, med henblik på uddannelse til jetfly såvel som avanceret træning, blev testet i 1949 under navnet T.7. Den blev accepteret af både RAF og Fleet Air Arm og blev et almindeligt tillæg til de forskellige eksportpakker: for eksempel fik Belgien 43 stk. i 1948–57, et lignende antal gik til Holland samtidigt, to kom til Syrien i 1952, seks til Israel i 1953 etc. På trods af flyets begrænsninger - ingen trykkabine eller bevæbning, begrænset instrumentering til instruktøren osv. - blev mere end 650 stk. T.7 fremstillet. T.7 forblev i tjeneste ved RAF ind i 1970erne.
Eftersom forbedrede jetjagere fremkom, besluttede Gloster at modernisere F.4 og samtidigt at beholde så mange produktionsværktøjer som muligt. Resultatet blev den sidste produktionsmodel, Meteor F.8 (G-41-K), som tjente RAF som jager indtil fremkomsten af Hawker Hunter og Supermarine Swift. Den første prototype af F.8 var en modificeret F.4, efterfulgt af en 'ægte' prototype, VT150, der fløj første gang den 12. oktober 1948 fra Moreton Valence. Flyveforsøg med F.8 prototypen førte til opdagelsen af et aerodynamisk problem: efter ammunitionen var opbrugt, blev flyet haletungt og ustabilt, fordi ammunitionen ikke længere balancerede brændstoffet i skrogtankene. Gloster løste problemet ved at montere halen fra den opgivne "G 42" enmotors jetjager. F.8 og andre produktionsmodeller brugte med succes den nye hale, og gav dermed de sene Meteorer en distinkt anderledes profil, med højere og mere lige kanter sammenlignet med den tidligere afrundede hale.
F.8 fik forlænget skroget med 76 centimeter (30 tommer) for at flytte flyets tyngdepunkt og for at undgå anvendelsen af ballast; denne var nødvendig i tidligere typer, fordi man kun monterede fire af de oprindelige seks maskinkanoner. F.8 fik opgraderede motorer, Derwent 8 med 16 kN (1,633 kgp / 3,600 lbf) trykkraft hver, kombineret med strukturelle forstærkninger, et Martin-Baker katapultsæde og en dråbeformet hood der forbedrede pilotens udsyn. Mellem 1950 og 1955 var Meteor F.8 RAF Fighter Commands primære jagerfly, og tjente med udmærkelse i Koreakrigen i tjeneste ved RAAF såvel som at være i tjeneste ved et antal luftvåben verden over, selv om det efterhånden stod klart at det originale design var forældet i sammenligning med tidssvarende jagere med tilbagestrøgne vinger som f.eks. North American F-86 Sabre og MiG-15.
De første leverancer af F.8 til RAF foregik i august 1949, den første eskadrille fik sine fly sidst i 1950. Ligesom F.4 var der en kraftig eksport af F.8. Belgien bestilte 240 fly, de fleste blev samlet i Holland af Fokker. Holland havde selv 160 stk. F.8, som udrustede syv eskadriller indtil 1955. Danmark havde 20, bestilt i 1951; de blev de sidste F.8s i forreste linje i Europa. RAAF bestilte 94 stk. F.8 som tjente i Koreakrigen. På trods af våbenembargoer modtog både Syrien og Egypten F.8 fra 1952, det samme gjorde Israel, og begge sider benyttede deres respektive Meteorer under Suez-krigen. Brasilien bestilte 60 nye Meteor F.8 og 10 T.7 trænere i oktober 1952, og betalte dem med 15,000 tons rå bomuld.
I 1950'erne blev Meteor videreudviklet til fotorekognoscering, som træningsfly og som natjager. De første der blev bygget var FR ("fighter reconnaissance") versioner, der afløste de aldrende Spitfire og Mosquito som stadigt var i brug. To FR.5 blev bygget af F.4 flystel; den ene blev anvendt til tests af næsemonterede kameraer, den anden havarerede under flyvning mens den udførte tests over Moreton Valence. Den 23. Marts 1950 fløj den første FR.9. Den var baseret på F.8, men var 20 cm længere og havde en ny næse der indeholdt et fjernbetjent kamera, og var også forsynet med ekstra brændstoftanke. Produktionen af FR.9 begyndte i Juli. Eskadrille 208, dengang baseret i Fayid i Egypten var de første der blev opgraderet til det nye fly, efterfulgt af 2nd Tactical Air Force i Vesttyskland. 2. RAF eskadrille i Bückeburg og 79. RAF eskadrille i Gutersloh fløj FR.9 fra 1951 til 1956. I Aden fik 8. RAF eskadrille FR.9 i november 1958 og benyttede dem til 1961. Ecuador (12 stk.), Israel (7) og Syrien (2) købte også FR.9.
I 1951 fik fire af RAFs eskadriller de første NF.11 Meteor natjagere. Herefter blev de udrullet til resten af RAF indtil leverancerne var færdige i 1954. En "trope"udgave af NF.11, NF.13, beregnet på Mellemøsten blev udviklet; den fløj første gang den 23. december 1952. Flyet tjente under Suezkrigen og gjorde indtil 1958 fortsat tjeneste ved 39. eskadrille efter at denne blev trukket tilbage til Malta. Flyet havde adskillige problemer: den kraftigt indrammede T.7 'drivhus' hood tog så meget udsyn at den vanskeliggjorde landingerne, droptankene under vingerne havde en kedelig tendens til at bryde sammen når kanonerne i vingen blev affyret, og våbnenes sigtepunkt, normalt indstillet til cirka 400 meter foran flyet, var ret tilfældigt eftersom vingerne vred sig under flyvningen. Belgien købte 24, Danmark 20 og Frankrig 41 stk. NF.11. To ex-RAF NF.13 blev solgt til Frankrig, Syrien købte seks, Egypten seks og Israel også seks.
Udover FR.9 som var beregnet til bevæbnet taktisk operation i lav højde, udviklede Gloster også PR.10 for missioner i stor højde. Den første prototype fløj 29. Marts 1950 og blev konverteret til det første produktionsfly. Den var baseret på F.4, og havde dennes hale og lange vinger. Alle kanonerne blev fjernet, et kamera monteret i næsen og to i bagkroppen; hood'en blev også ændret. PR.10 blev leveret til RAF i december 1950 og blev udstationeret i Tyskland og på Cypern. PR.10 blev udfaset meget hurtigt fra 1956; hurtige forbedringer af jord-til-luft missilteknologien og introduktionen af nyere flytyper der kunne flyve højere og hurtigere, havde overhalet Meteoren.

### Australien
Royal Australian Air Force (RAAF) anskaffede 113 Meteorer mellem 1946 og 1952, 94 af dem var af F.8 varianten. Den første RAAF Meteor var en F.3 som blev udleveret til evaluering i juni 1946.
Australiens F.8 blev var i omfattende tjeneste under Koreakrigen, som en del af British Commonwealth Forces Korea. RAAF eskadrille 77 havde personale fra RAF og andre Commonwealth luftvåben tilknyttet. Eskadrillen ankom til Korea udstyret med Mustang jagere med stempelmotorer. For at matche den trussel som MiG-15 jetjagere udgjorde, blev det besluttet at opgradere eskadrillen til Meteor. Omstillingstræningen til jetfly foregik i Iwakuni, Japan, hvorefter eskadrillen vendte tilbage til Korea i april 1951, medbringende ca. 30 Meteor F.8 og T.7. Eskadrillen flyttede til Kimpo Air Base i Juni, og blev erklæret kampklar måneden efter. Mere avancerede designs, som f.eks. F-86 Sabre og Hawker P.1081, blev overvejet, men kunne ikke fremskaffes inden for en realistisk tidshorisont; Meteor viste sig at være MiG-15 betydeligt underlegen på forskellig vis, inklusive fart og manøvreevne i stor højde.
Den 29. juli 1951 begyndte kampmissionerne. Træningen havde været fokuseret på jordmålsangreb, hvilket gav vanskeligheder når flyene skulle eskorte bombere i ikke-optimale flyvehøjder. Den 29. august 1951 var otte Meteorer på eskorteflyvning i "MiG Alley" og blev engageret af seks MiG-15; en Meteor gik tabt og to blev beskadiget, og eskadrillen ødelagde ingen fjender. Først den 27. oktober fik eskadrillen sin første 'sandsynlige', efterfulgt af yderligere to sandsynlige seks dage senere. Den 1. december var der en intens luftkamp over Sunchon, mellem 14 Meteorer og mindst 20 MiG-15 i Nordkoreanske farver, men i hemmelighed fløjet af sovjetiske piloter. Tre Meteorer gik tabt, en pilot dræbt og to andre blev krigsfanger. Russiske optegnelser, der først blev tilgængelige efter den Kolde Krigs ophør, viste at ingen fly fra 176 GIAP gik tabt.
Ved slutningen af 1951 blev 77. eskadrille overført til tjeneste med angreb på jordmål, dels på grund af MiG-jagernes overlegenhed i luftkamp, dels på grund af Meteorens gode egenskaber i lav højde, og dens solide konstruktion. I februar 1952 blev der fløjet over 1000 missioner mod jordmål; disse fortsatte indtil maj 1952, hvor eskadrille 77 påbegyndte egentlige jagerflyvninger. Det sidste møde mellem en Meteor og en MiG-15 var i marts 1953, hvor Meteoren ført af sergent John Hale kunne notere en sejr. Ved krigens slutning havde eskadrillen fløjet 4.836 missioner, ødelagt seks MiG-15, over 3.500 bygninger og ca. 1.500 køretøjer. Cirka 30 Meteorer gik tabt under kamp i Korea, de fleste skudt ned af flak under jordmålsangreb.
I 1955 begyndte RAAF at indføre en lokalt bygget Sabre med en Roll-Royce Avon motor, som efterhånden fortrængte de ældre Meteorer til træning og sekundær tjeneste. Et antal Meteorer blev overført til reserven, mens andre blev ombygget til ubemandede droner, eller benyttet til at slæbe skydemål. RAAF eskadrille 75 var den sidste Australske enhed der fløj Meteor; de havde et opvisningshold på tre fly, "The Meteorites".

### Argentina
Argentina blev den første oversøiske operatør af Meteor efter at have placeret en ordre på 100 stk. F Mk.4 i maj 1947.
De argentinske Meteorer blev først brugt i kamp under oprøret 16. juni 1955 hvor fly fløjet af rebellerne bombede Casa Rosada i et forsøg på at dræbe Juan Perón. En Meteor fløjet af en loyalist nedskød en af rebellernes AT-6, mens en anden beskød Ezeiza airport, som blev holdt af rebellerne. Rebellerne overtog Morón Airport and Air Base, Meteorernes base, og benyttede nogle af disse til angreb mod loyalister og Casa Rosada, før oprøret blev nedkæmpet.
Endnu en revolte, Revolución Libertadora, brød ud den 16. september 1955, og igen benyttede begge sider Meteor. Rebellerne fik fat i tre Meteorer. Regeringens Meteorer fløj angreb mod rebellernes destroyere Rioja og Cervantes, og imod adskillige landgangsfartøjer nær Rio Santiago den 16. september, og angreb Pajas Blancas lufthavn nær Córdoba og beskadigede adskillige Avro Lincoln bombefly. Rebellernes Meteorer angreb loyalistiske styrker der angreb Córdoba. En af dem gik tabt den 19. september på grund af motorsvigt; flyet var blevet påfyldt bilbenzin i stedet for jetbrændstof.
Indkøbet af North American F-86 Sabre i 1960'erne gjorde at de overlevende Meteorer fremover blev benyttet til jordmålsangreb. Flyene blev udrustet med ophæng til bomber og raketter, og de blev camouflagemalet i stedet for at fremstå i ubehandlet metal.
Argentinske Meteorer blev også anvendt til angreb mod rebeller i september 1962 og april 1963. Typen blev endegyldigt taget ud af tjeneste i 1970.

### Egypten
Selv om Egyptens første ordre blev placeret i 1948, medførte de stigende spændinger i regionen indførsel af en serie våbenembargoer. Tolv F Mk.4 blev til sidst leveret mellem oktober 1949 og maj 1950, sammen med tre T Mk.7. 24 stk. F Mk.8 blev bestilt i 1949, men denne ordre blev stoppet af en embargo. En yderligere ordre på 12 ex-RAF F.8 blev afgivet i december 1952; fire blev leveret før man nåede at annullere ordren, de sidste otte blev leveret i 1955, sammen med yderligere tre T Mk.7. og seks NF Mk.13, alle var ex-RAF fly. Storbritannien havde tilladt salget af Meteorerne som et forsøg på at opnå gode forbindelser; spændinger over Suez-kanalen stoppede endnu engang våbensalgene.
Egyptiske Meteorer deltog i kampene under Suez-krigen i 1956, og blev typisk anvendt til jordmålsangreb mod Israelske styrker. I et tilfælde hævdede en Egyptisk Meteor NF Mk.13 at have beskadiget en RAF Vickers Valiant bomber. Luftbombning af egyptiske flyvepladser, foretaget af britiske og franske styrker, resulterede i et antal fly ødelagt på jorden. Efter dette trak det Egyptiske Luftvåben sig tilbage fra kamp i Sinai regionen.

### Syrien
Meteor var det spirende Syriske Luftvåbens første jetfly. Mellem 1952 og 1956 blev der indkøbt 25 fly. Selv om Briterne var villige til at sælge flyene, leverede de hverken radaranlæg eller kampflyvningstræning. Efterhånden som Syrien kom mere og mere på linje med Gamal Abdel Nassers Egypten, blev den britiske support for Meteor trukket tilbage, og de syriske piloter begyndte at træne med deres egyptiske kolleger. Under Suez-krigen foretog RAF et antal højtgående luftrekognosceringsflyvninger over Syrien, ved hjælp af Canberra fly fra baser på Cypern. Uden radar til at følge disse fly udviklede syrerne et jordbaseret observationsnetværk der rapporterede observationer via telefon, i et forsøg på at opfange disse flyvninger. Den 6. november 1956 lykkedes det for syriske Meteorer at nedskyde et Canberra rekognosceringsfly over Homs, takket være informationer fra observationskorpset. I 1957 begyndte Syrien at erstatte sine Meteorer med nyligt indkøbte MiG-17 jagere fra Sovjetunionen.

### Frankrig
Det Franske Luftvåben var stærkt interesseret i at anskaffe jetfly i forbindelse med oprustningsprogrammet efter slutningen af 2. verdenskrig; som respons på den franske interesse i Meteor, blev to F Mk.IV sendt til Frankrig for evaluering i 1948. I 1953 blev 25 nybyggede fly omdirigeret fra en RAF ordre for at opfylde en fransk bestilling; yderligere 16 ex-RAF NF.11 blev indkøbt i 1954 og leveret mellem september 1954 og april 1955, disse blev suppleret med 14 stk. T Mk.7. De udleverede NF Mk.11 erstattede Mosquito natjagerene ved Escadre de Chasse (EC) 30, og tjente ved denne eskadrille indtil de blev erstattet med Sud Aviation Vautour i 1957. Adskillige Meteorer blev derefter overført til ECN 1/7 i Algerien og gik i kamp under den Algeriske krig, hvor de opererede fra Bône, mens andre blev benyttet til at træne besætninger til Vautour natjageren. Vautour blev trukket ud af Fransk tjeneste i 1964.
Fem Meteor NF.11 blev overført til Centre d’Essais en Vol ('Flyvetestcenteret') i 1958, hvor de blev benyttet som testopstilling for forskelligt udstyr og som følgefly, og fik senere selskab af to NF Mk.13 og to NF Mk.14. Testflyene blev benyttet i en bred vifte af eksperimenter, inklusive radar- og missiltests, og under udviklingen af Concorde.

### Israel
På grund af spændinger mellem den nyoprettede nation Israel og dennes naboer, havde begge sider påbegyndt et rustningskapløb som førte til at adskillige lande i regionen foretog intensive opkøb af jetfly. I 1953 bestilte Israel fire T Mk.7 og 11 F Mk.8, med leverancer der fortsatte ind i det tidlige 1954. F Mk.8-flyene blev modificeret til at medføre amerikanske HVAR raketter, men var i øvrigt identiske med RAF's fly. En sekundær batch bestående af syv renoverede FR Mk.9 plus to T Mk.7 blev leveret i 1955. I 1956 indkøbte Israel seks NF Mk.13 med tre leveret samme år, og de sidste tre, forsinket af en våbenembargo, ankom i 1958. Yderligere fem T Mk.7 blev senere indkøbt, disse blev konverteret fra tidligere Belgiske F Mk.4 og blev udstyret med Mk.8 halen.
Den 1. september 1955, nedskød en israelsk Meteor en egyptisk de Havilland Vampire, det første jetfly der blev nedskudt i området. Meteoren spillede en nøglerolle under Suez-krigen; den 28. oktober 1956 deltog en israelsk NF.13 i Operation Tarnegol, i hvilken den med succes lokaliserede og nedskød en egyptisk Ilyushin Il-14 der transporterede adskillige egyptiske militære officerer af høj rang. Formålet med operationen var at nedskyde den Il-14 der skulle transportere de egyptiske styrkers øverstkommanderende, Abdel Hakim Amer; det var ved en fejl at det andet, identiske fly blev angrebet og ødelagt i stedet for. Efter at have landsat faldskærmstropper øst for Suezkanalen, fik tropperne hovedsageligt flystøtte af det Israelske Luftvåbens jetfly, da man frygtede at propelfly ville være sårbare overfor Egyptens jetjagere.
Selv om de i starten hovedsageligt fløj jagerpatruljer, kunne Meteor og de øvrige Israelske fly ikke forhindre at egypterne udførte effektive angreb mod jordtropperne. De israelske officerer indså, at Meteor var uddistanceret af de egyptiske MiG-15, og indsatte derefter kun i begrænset omfang Meteor som jager. Efter starten af de britisk/franske bombninger af de egyptiske flyvebaser, trak det egyptiske luftvåben sig stort set ud af kamphandlinger i Sinai, og lod dermed israelske fly operere uhindret.
Mk.8 forblev i frontlinje tjeneste indtil 1956, og blev derefter benyttet som træningsfly. NF Mk.13 forblev i operationel tjeneste indtil 1962.

### Danmark
Flyvevåbnet har anvendt Meteor i følgende udgaver:
- Meteor F.Mk.IV – ensædet jagerfly (britisk F.4)
- Meteor T.Mk.VII – tosædet træningsfly (britisk T.7)
- Meteor F.Mk.8 – ensædet jagerfly (britisk F.8)
- Meteor NF.11 – tosædet natjagerfly
- Meteor TT.20 – tosædet målslæbningsfly.

Allerede i maj 1949 bestilte det daværende Marinens Flyvevæsen 20 stk. Meteor F.4. Piloter og jordpersonale blev sendt på træning i Storbritannien, og leveringen af flyene startede i efteråret. Ved oprettelsen af Flyvevåbnet i 1950 blev flyene overført til dette. I løbet af de første to år gik seks fly tabt.
Flyvevåbnet indkøbte også ni T.7 til uddannelses- og omskolingsformål. Fem ankom i 1950, resten i 1952. Ved siden af de operative opgaver, stod Meteor for at omskole piloter og jordpersonale til jetfly. Flyene tjente fra 1950 til 1962; i denne periode totalhavarerede ikke mindre end syv af de ni.
Allerede i 1950 købte Flyvevåbnet 20 stk. af de mere moderne Meteor F.8. Flyene blev hentet i UK af de danske piloter og fløjet hjem. I første omgang var 'hjem' Flyvestation Karup, senere blev de flyttet til Flyvestation Ålborg.
I sommeren 1956 blev det for dyrt at fortsætte med den forældede F.4. I stedet for at ofre penge på hovedeftersyn og vedligeholdelse blev de udslidte fly benyttet til skydemål eller ophugget. To fly gik fri, de blev reserveret til museer.
Fra 1956 blev de operative opgaver overtaget af Hawker Hunter. Meteorerne blev herefter stadig benyttet til forbindelses- og træningsflyvning, men fik nu også opgaven med at slæbe luftskydemål. De fleste F.8 blev ophugget i 1957-1958.
I 1951 - 52 fik flyvevåbnet tyve Meteor NF.11, der var en natjagerversion forsynet med radar. Fire NF.11 totalhavarerede i løbet af de næste seks år, og i 1959 gennemførtes den sidste flyvning med en NF.11. Året før var seks af de 20 NF.11 blevet ombygget til TT.20.
Fra 1962 betalte Flyvevåbnet et privat firma for at slæbe skydemål. Fire af de udfasede TT.20 blev solgt til Svensk Flygtjånst, og kom dermed til at slæbe skydemål over Danmark i endnu nogen år.
I en del år var Meteor nr. 461 udlånt af Tøjhusmuseet til Danmarks Flymuseum i Stauning. Det var det første jetfly, der kom i tjeneste i Danmark. Det blev leveret den 7. oktober 1949 og var oprindelig stationeret på Flyvestation Karup. Danmarks Flymuseum har nu Gloster Meteor F.8, dansk nr. 499, i sin statiske udstilling. Flyet blev restaureret til udstillingsbrug af en gruppe unge mennesker fra Videbæk Ungdomsskole.

### Rekorder
Sent i 1945 blev to F.3 Meteorer modificeret for et forsøg på at bryde hastighedsrekorden for fly. Den 7. november 1945, ved Herne Bay i Kent, UK, satte Group Captain Hugh "Willie" Wilson den første officielle hastighedsrekord for et jetfly med hastigheden 606 mph (975 km/t) TAS ('True Air Speed' = flyets hastighed gennem luftmassen). I 1946 brød Group Captain Edward "Teddy" Donaldson rekorden og opnåede 616 mph (991 km/t) TAS ombord i EE549, en Meteor F.4.
Ingen af disse slog dog Heini Dittmars uofficielle rekord på 623 mph (1.004 km/t), sat den 2. oktober 1941 i en prototype af den raketdrevne jager Me 163A, efter at denne var blevet slæbt til starthøjden af en Bf 110. Testpiloten Roland Beamont havde tidligere fløjet EE549 til grænsen for dens kompressibilitet (hvor trykbølger på vinger og rorflader gør flyet ukontrollerbart) ved 632 mph (1.017 km/t), men det skete ikke under officielle vilkår for rekorder, og flyets fastsatte sikkerhedsgrænser blev overskredet.
I 1947 satte Squadron Leader Janusz Żurakowski en international hastighedsrekord: London-København-London, den 4–5. april 1950 i en standard produktions F.8 (VZ468). De relevante danske myndigheder blev behørigt imponerede, og indkøbte senere flytypen.
Meteor havde endnu et krav på berømmelse; flyet kunne udføre en "Żurabatisk vejrmølle", en noget sælsom luftakrobatisk manøvre opkaldt efter Glosters ledende testpilot. Den blev først demonstreret af Meteor prototypen G-7-1 G-AMCJ ved Farnborough Air Show i 1951; takket være den store afstand mellem Meteorens motorer, kunne man ved at manipulere de individuelle gashåndtag opnå en vertikal vejrmølle, tilsyneladende på stedet. Mange Meteor piloter forsøgte at demonstrere deres duelighed ved at gentage manøvren.
Den 7. august 1949 startede Meteor III EE397, udlånt af RAF og fløjet af Flight Refuelling Ltd (FRL) testpilot Patrick Hornidge, fra Tarrant Rushton og blev under flyvningen genoptanket 10 gange af en Lancaster tanker. Meteoren forblev i luften i 12 timer og 3 minutter, modtog i alt 2.352 gallons brændstof fra tankeren, udfløj en total distance på 3.600 miles (5.800 km), og satte dermed en ny udholdenhedsrekord for jetfly.
Meteor F.8 WA820 blev i 1948 ombygget til at bære to Armstrong Siddeley Sapphire turbojets. Den startede den 31. august 1951 fra Moreton Valence, og satte ny rekord i stigehastighed. Piloten var Flight Lieutenant Tom Prickett fra Armstrong Siddeley. En højde på 9.843 ft blev nået på 1 min. 16 sek., 19.685 ft på 1 min. 50 sek., 29.500 ft på 2 min. 29 sek., og 39.370 ft på 3 min. 7 sek. Air Service Training Ltd var ansvarlig for modifikationen.

## Varianter
Gloster F.9/40
Prototyper, i alt otte stk. bygget:
- DG202/G forsynet med to Rover W2B jetmotorer, fløj første gang den 24. juli 1943.[181]
- DG203/G forsynet med to Power Jets W2/500 motorer, fløj første gang den 9. november 1943.[181]
- DG204/G forsynet med to Metrovick F2 axiale jetmotorer. I modsætning til de øvrige F.9/40 var motorerne ophængt under vingen. Den fløj første gang den 13. november 1943.[181]
- DG205/G forsynet med to Rover W2B/23 jetmotorer, fløj første gang den 12. juni 1943.[181]
- DG206/G forsynet med to Halford H1 jetmotorer, den første der fløj 5. marts 1943.[181]
- DG207/G forsynet med to Halford H1 jetmotorer, fløj første gang den 24. juli 1945, blev til prototypen for F.2.[181]
- DG208/G forsynet med to Rover W2B/23 motorer, fløj første gang den 20. januar 1944.[181]
- DG209/G forsynet med to Rover W2B/27 motorer, fløj første gang den 18. april 1944.[181]

Meteor F.1
De første serieproducerede fly. 20 stk. produceret i 1943 og 1944.
Meteor F.1, Trent turboprop
One-off ombygning til motorforsøg. Ombygget fra F.1 ser. no. EE227 som havde gjort aktiv tjeneste ved RAF eskadrille 616, til at udføre forsøg med Rolls-Royce Trent , og blev dermed verdens første fly med turboprop motorer. Understellet blev forlænget for at give tilstrækkelig frigang til de 7 fod 7 tommer store Rotol propeller. Den fløj første gang i september 1945, men blev først vist offentligt frem i juni 1946. Det blev hurtigt klart, at separate kontroller for trykkraft og for 'constant speed' propeller var vanskelige at håndtere. Flyet blev derefter fløjet med større trykkraft og mindre propeller for at udvikle et kombineret kontrolsystem. Udviklingsprogrammet blev afsluttet i 1948.
Meteor F.2
Alternative motorer, to Halford H1 – en af F.9/40 blev benyttet som prototype og til forsøg udført af de Haviland. Flyet gik ikke i produktion.
Meteor F.3
Forsynet med Derwent I motor, og med en hood der blev skubbet bagud for åbning. Fløj første gang den 11. september 1944. I alt 210 stk., bygget, de første 15 havde dog Welland-motorer.
Meteor F.4
Forsynet med Derwent 5 motor og forstærket flystel. 489 stk. blev bygget af Gloster og 46 af Armstrong Whitworth for Royal Air Force. F.4 blev eksporteret til Argentina (50 fly), Belgien (48 fly), Danmark (20 fly), Egypten (12 fly) og Holland (38 fly).
Meteor FR.5
One-off jager/rekognosceringsversion af F.4. Forsynet med et vertikalt kamera i næsen i stedet for de fire kanoner, og med kameraer i kroppen. Ødelagt under sin jomfruflyvning, 15. Juni 1949.
Meteor F.6
Foreslået version af F.4 med pilformede vinger. Projektet kom aldrig af tegnebordet.
Meteor T.7
To-sædet trænervariant af F.4. Firmaets prototype fløj første gang den 19. Marts 1948. 640 fly blev produceret til Royal Air Force og Royal Navy (43 stk.), og 72 blev bygget til eksport (Belgien, Brasilien, Danmark, Egypten, Frankrig, Israel og Holland). Avions Fairey modificerede 20 stk. F.4 fra det Belgiske Luftvåben til T.7 standarden.
Meteor F.8
Stærkt forbedret fra F.4. Længere skrog, større brændstofkapacitet, som standard katapultsæde og en modificeret hale, der var hentet fra E.1/44. Et fremtrædende frontlinjefly for RAF i årene 1950–54, og indkøbt af RAAF, som benyttede den i Korea under krigen.
Meteor F.8 Prone Pilot
One-off eksperimentel prone pilot ('liggende pilot') F.8, WK935 modificeret af Armstrong Whitworth. Den fløj første gang den 10. februar 1954, og skulle udforske fordele og ulemper ved at have piloten i liggende position. Der skete heldigvis ingen uheld med dette fly; den liggende pilot havde brug for evner som slangemenneske for at komme ind i og ud af cockpittet. Flyet er udstillet på RAF museum Cosford.
Meteor FR.9
Bevæbnet rekognosceringsversion af F.8, fløj første gang 23. Marts 1950. 126 blev bygget af Gloster for Royal Air Force. Senere blev brugte RAF fly solgt til Ecuador, Israel og Syrien.
Meteor PR.10
Foto rekognosceringsversion af F.8, fløj første gang 29. Marts 1950, 59 stk. produceret til Royal Air Force.
Meteor NF.11
Natjager, udrustet med Airborne Interception (AI) radar designet og bygget af Armstrong Whitworth. De tre prototyper blev fulgt af 311 produktionsfly til Royal Air Force og 20 stk. til Flyvevåbnet.
Meteor NF.12
Langnæset version af NF.11 med en amerikansk AN/APS-21 radar. Flyet blev balanceret med en lidt større halefinne. Den fløj første gang den 21. april 1953, 100 stk. blev bygget af Armstrong Whitworth.
Meteor NF.13
NF.11 tilpasset tropiske vilkår, skulle erstatte Mosquito NF.36 der var i tjeneste ved 39. eskadrille på Malta og Cypern og 219. eskadrille i Egypten. De første af de 40 producerede fly, bygget af Armstrong Whitworth, fløj den 21. december 1952. Brugte Royal Air Force fly blev senere solgt til Egypten (6 stk.), Frankrig (2 stk.), Israel (6) og Syrien (6).
Meteor NF.14
NF.11 med en ny ud-i et hood i stedet for den tidligere kraftigt indrammede 'drivhus'version. Den havde også en forlænget næse, som gav flyet en længde på 51 fod 4 tommer. Prototypen, modificeret fra en NF.11, fløj første gang den 23. oktober 1953 og blev fulgt af 100 produktionsfly, bygget af Armstrong Whitworth for Royal Air Force.
Meteor U.15
Måldrone konvertering af F.4, 92 stk. modificeret af Flight Refuelling Ltd.
Meteor U.16
Måldrone konvertering af F.8, 108 stk. modificeret af Flight Refuelling.
Meteor TT.20
Højhastigheds målslæbefly, en NF.11 konverteret for Royal Navy af Armstrong Whitworth. 20 tidligere Royal Air Force NF.11 blev ombygget. Yderligere fire, tilhørende Flyvevåbnet, blev ombygget og fløjet af civile operatører for det danske militær.
Meteor U.21
Måldrone konvertering af F.8 for Royal Australian Air Force udført af Flight Refuelling; nogle fly blev dog ombygget i Australien af Fairey Aviation of Australasia ved hjælp af ombygningskit leveret af Flight Refueling.
Ground Attack Fighter
Også kendt som Reaper. Det var et privat projekt - en F.8 modificeret til jordmålsangreb af Gloster. Modifikationen tillod flyet at medføre eksterne starthjælpsraketter, tilføjede en 57mm kanon i bunden af skroget og tanke på vingetipperne. Den fløj første gang den 4. september 1950, men kun det ene eksemplar blev bygget.
Gloster CXP-1001
En enmotors udgave af Meteor, foreslået af Gloster som jager for Taiwans luftvåben. Ingen fly blev bygget.

## Operatører

### Militære operatører
Argentina
- Argentinas Hærs Flyverafdeling (spansk: Comando de Aviación Ejército Argentino) bestilte 100 stk. F.4 i maj 1947, ordren bestod af 50 ex-RAF fly og 50 nybygninger.[140] Leverancerne startede i Jul samme år.[194] Meteor forblev i tjeneste indtil 1970, hvor de sidste eksemplarer blev afløst af Dassault Mirage III.[144]

 Australien
- Royal Australian Air Force havde 104 fly i tjeneste fra 1946 til 1963 (1× F.3, 94× F.8, 9× T.7, 1× NF.11).

 Belgien
- Det Belgiske Luftvåben (nederlandsk: Luchtcomponent, fransk: Composante air) modtog 40 stk. F.4, 43 stk. T.7, 240 stk. F.8 og 24 stk. NF.11.

 Biafra
- Biafras Luftvåben købte to Meteor NF.14 gennem en stråmand. Den ene styrtede ned under transferflyvningen mellem Madeira og Cape Verde, den anden blev opgivet i Bissau, det daværende Portugisisk Guinea, nu kaldet Guinea-Bissau.[161] Et forsøg på at opkøbe to tidligere danske målslæbefly via en tysk mellemmand blev opdaget af Bundesnachrichtendienst, den Vesttyske efterretningstjeneste. Planen blev forpurret ved at give flyene flyveforbud.[195]

 Brasilien
- Brasiliens Luftvåben (Brazilian Air Force, portugisisk: Força Aérea Brasileira, FAB) modtog 62 fly af F.8 og TF.7 varianterne.

 Canada
- Det canadiske luftvåben (Royal Canadian Air Force) — En Meteor III og en Meteor T.7 blev benyttet til tests og evaluering i årene 1945 - 1950.

 Danmark
- Flyvevåbnet — 20 stk. F.4/F.8, 20 stk. NF.11 og 6 stk. T.7 i tjeneste fra 1949 til 1962. De blev gradvist erstattet af 30 stk. Hawker Hunter Mk 51 fra 1956.[196]

 Ecuador
- Ecuadors Luftvåben (spansk: Fuerza Aérea Ecuatoriana) - antal og type ukendt.

 Egypten
- Det Egyptiske Luftvåben (Egyptian Air Force (EAF); arabisk: القوات الجوية المصرية) — benyttede 12 stk. F.4, 6 stk. T.7, 12 stk. F.8 og 6 stk. NF.13 i årene fra 1949 til 1958.[197] Nogle af dem kom i kamp under Suez-krigen i 1956, men endte med at blive erstattet af MiG-15bis.

 Frankrig
- Det franske luftvåben (fransk: Armée de l'air) - antal og type ukendt.

 Holland
- Det hollandske luftvåben (nederlandsk: Koninklijke Luchtmacht, KLu) — 60 stk. F.4 i tjeneste 1948—1957, sammen med 160 stk. F.8 1950—1959, erstattet af Hawker Hunter.
- Den Hollandske Flådes Lufttjeneste (Netherlands Naval Aviation Service, nederlandsk: Marine-Luchtvaartdienst, MLD) - det vides ikke hvilke fly, der gjorde tjeneste i denne enhed.

 Israel
- Israels Luftvåben (Heyl Ha'Avir hebraisk: זרוע האוויר והחלל, Zroa HaAvir VeHaḤalal) - fra 1953 til først i 1970'erne. Ukendt antal T.7, 5 stk. T.7.5 (T.7 med en F.8 hale fra Belgien), ukendt antal T.8, F.8 og FR.9, og 5 stk. NF.13.[197][198][199][200][201]

 New Zealand
- Det newzealandske luftvåben (Royal New Zealand Air Force (RNZAF), Maori: Te Tauaarangi o Aotearoa) - 2 stk. T.7 udlånt fra RAF og fløjet fra Cypern, antal og type anvendt i New Zealand ukendt. En F.3 blev anvendt til omskoling fra propelfly, senere blev dette flystel benyttet til undervisning af flymekanikere.

 Sydafrika
- Sydafrikas Luftvåben (South African Air Force, SAAF) – Meteor F.3, antal ukendt, i tjeneste i årene 1946 - 1949.

 Syrien
- Syriens Luftvåben (The Syrian Arab Air Force; arabisk: القوات الجوية العربية السورية, Al Quwwat al-Jawwiyah al Arabiya as-Souriya) — benyttede et ukendt antal T.7, F.8 og FR.9 varianter, plus 6 stk. NF.13, fra 1951 til først i 1960'erne.[197]

 Storbritannien
- Royal Air Force[202][203] - typer og antal uoverskueligt.
- Fleet Air Arm[204] - typer og antal uoverskueligt.

 Tyskland
- Tysklands Luftvåben (Luftwaffe) – Meteor TT.20 målslæbefly. Antal ukendt.

 United States
- United States Army Air Forces testede et enkelt fly, og returnerede det derefter til UK.

### Civile operatører
Storbritannien
- DERA, Llanbedr Airport
- Martin-Baker Aircraft Company
- Flight Refuelling Ltd (FRL) lånte RAF Meteor III EE397 til forsøg med luftoptankning. Flyet satte udholdenhedsrekord for jetfly den 7. august 1949 med 12 timer og 3 minutter.
- Classic Air Force

 Sverige
- Svensk Flygtjänst AB benyttede tre Meteor T.7 og fire Meteor TT.20 til at trække slæbemål i årene 1955 til 1974.

## Overlevende fly
Selv om mange Meteorer overlever i museer, samlinger eller på anden måde udstillet, er der kun fem tilbage i flyvedygtig stand.
- UK Fire af de flyvedygtige Meteorer er i United Kingdom:

- To Meteor T.7/F.8 hybrider, benyttet af Martin-Baker som testfly for katapultsæder "G-JMWA/WA638" & "WL419".
- Classic Air Force baseret i Coventry benytter to Meteorer – en tidligere RAF NF.11 (G-LOSM), som blev bygget i Coventry, og en nyligt restaureret RAF T7 (WA591/G-BWMF), også fra Coventry.

- Australia En tidligere RAF F.8 VH-MBX flyver i Australien fra Temora Aviation Museum, bemalet som Royal Australian Air Force 'A77-851'

## Specifikationer (Meteor F.8)
| Besætning:          | 1                     | Pilot                                               |
| Længde:             | 44 ft. 7 in.          | 13,59 m                                             |
| Højde:              | 13 ft. 0 in.          | 3,96 m                                              |
| Spændvidde:         | 37 ft. 2 in.          | 11.32 m                                             |
| Vingeareal:         | 350 ft²               | 32.52 m²                                            |
| Tomvægt:            | 10.684 lb             | 4.846 kg                                            |
| Max. vægt:          | 15.700 lb             | 7.121 kg                                            |
| Motor:              | Rolls-Royce Derwent 8 | turbojet                                            |
| Antal:              | 2                     |                                                     |
| Trykkraft:          | 3.600 lbf             | 16,01 kN                                            |
| Max. fart:          | 600 mph               | 522 knob, 965 km/t, Mach 0.82 i 10.000 ft (3.050 m) |
| Rækkevidde:         | 600 mi                | 522 sømil, 965 km                                   |
| Max.flyvehøjde:     | 43.000 ft             | 13.100 m                                            |
| Stigehastighed:     | 7.000 ft/min          | 35,6 m/s                                            |
| Tid til flyvehøjde: | 5min. 00 sek.         | 30.000 ft (9.145 m)                                 |
| Vingebelastning:    | 44,9 lb/ft²           | 218,97 kg/m²                                        |
| Trykkraft/vægt:     | 0,45                  |                                                     |
| Bevæbning:          |                       |                                                     |
| Kanoner:            | 4 x 20 mm             | Hispano-Suiza HS.404 (British Hispano MkV)          |
| Raketter:           | 16 RP-3 eller         | 8 stk. 5" HVAR under de ydre vinger                 |
| Bomber:             | 2 x 1000 lb           | (454 kg)                                            |

### Fodnoter
1. ↑  "gloster meteor - 1974 - 0497 - Flight Archive".
2. ↑  Geoffery 19. juli 1945, p. 73.
3. ↑  Pavelec 2007, pp. 45–46.
4. ↑  Pavelec 2007, pp. 43–44.
5. ↑  Golley and Gunston 2010, pp. 92–94.
6. ↑  Pavelec 2007, pp. 48–50.
7. ↑  Golley and Gunston 2010, p. 139.
8. ↑  Golley and Gunston 2010, pp. 156, 165.
9. ↑  Golley and Gunston 2010, p. 127.
10. ↑  Pavelec 2007, pp. 168–169.
11. 1 2 3 4  Mason 1992, p. 339.
12. ↑  Boyne 2002, p. 261.
13. ↑  Boyne 2002, pp. 261–262.
14. ↑  Spick 2002, pp. 169–170.
15. ↑  Buttler 2004, p. 193.
16. ↑  Shacklady 1962, p. 10.
17. ↑  James 1971, pp. 245–248.
18. ↑  James 1971, p. 247.
19. ↑  Goulding 1986, p. 144.
20. 1 2  Shacklady 1962, p. 13.
21. ↑  Shacklady 1962, p. 25.
22. ↑  Butler and Buttler 2006, pp. 11–12.
23. ↑  Shacklady 1962, p. 40.
24. ↑  Shacklady 1962, pp. 17–19.
25. ↑  Shacklady 1962, p. 19.
26. 1 2 3 4 5 6  Shacklady 1962, p. 41.
27. ↑  Butler and Buttler 2006, p. 15.
28. ↑  Shacklady 1962, p. 21.
29. ↑  Butler and Buttler 2006, p. 12.
30. 1 2  Boyne 2002, p. 262.
31. ↑  Shacklady 1962, p. 23.
32. ↑  James 1971, p. 249.
33. ↑  Butler and Buttler 2006, p. 16.
34. ↑  Butler and Buttler 2006, pp. 16–17.
35. ↑  Goulding 1986, pp. 148–149.
36. ↑  James 1971, p. 358.
37. ↑  Butler and Buttler 2006, pp. 20–21.
38. ↑  Shacklady 1962, pp. 27–28.
39. 1 2 3  James 1971, pp. 304–305.
40. ↑  Butler and Buttler 2006, pp. 23–24.
41. ↑  Berry, Peter. "The Whittle/Rover W2B and Rolls-Royce W2B/23 Welland Turbo-Jets." Arkiveret 31. januar 2010 hos  Wayback Machine enginehistory.org. Retrieved: 30. januar 2010.
42. ↑  Butler and Buttler 2006, p. 23.
43. ↑  Butler and Buttler 2006, p. 24.
44. 1 2  King Flight 27. maj 1955, p. 727.
45. ↑  "Gas Turbine Development – Further Abstracts from Hayne Constant's Sir Henry Royce Memorial Lecture." Flight, 20 december 1957. pp. 961–962.
46. ↑  Butler and Buttler 2006, pp. 24–25.
47. ↑  Butler and Buttler 2006, p. 25.
48. ↑  Butler and Buttler 2006, pp. 25–26.
49. ↑  Butler and Buttler 2006, p. 26.
50. ↑  Butler and Buttler 2006, pp. 26–27.
51. 1 2  Shacklady 1962, p. 45.
52. ↑  Butler and Buttler 2006, p. 28.
53. ↑  Butler and Buttler 2006, pp. 28–29.
54. ↑  Sturtivant 1990, p. 164.
55. ↑  Andrews 1965, p. 4.
56. ↑  Andrews 1965, pp. 3–4.
57. ↑  Williams Aeroplane Monthly April 1995, p. 6–7.
58. ↑  Williams 1984, pp. 45–46.
59. ↑  Butler and Buttler 2006, pp. 40–42.
60. ↑  Williams 1984, pp. 50–51.
61. ↑  James 1971, p. 297.
62. ↑  Butler and Buttler 2006, p. 44.
63. ↑  Williams Aeroplane Monthly juni 1995, p. 14.
64. ↑  James 1971, p. 366.
65. ↑  Williams 1984, pp. 51–53.
66. ↑  Butler and Buttler 2006, pp. 44–46.
67. 1 2  Shacklady 1962, p. 29.
68. ↑  Flight 25 October 1945, p. 444.
69. ↑  Pavelec 2007, pp. 120–121.
70. 1 2  Shacklady 1962, p. 11.
71. 1 2  Loftin, L.K. Jr. Chapter 11: Early Jet Fighters Arkiveret 15. januar 2017 hos  Wayback Machine NASA SP-468. Quest for Performance: The Evolution of Modern Aircraft. (1985) NASA. Retrieved: 24. april 2006.
72. ↑  Shacklady 1962, pp. 54, 66–67.
73. ↑  Shacklady 1962, pp. 51–53.
74. ↑  Flight 6 October 1947, p. 465.
75. ↑  Flight 6 October 1947, pp. 465, 469.
76. ↑  Shacklady 1962, p. 12, 29.
77. ↑  Flight 25 October 1945, p. 445.
78. 1 2  Shacklady 1962, p. 12.
79. ↑  Butler and Buttler 2006, pp. 14.
80. ↑  Shacklady 1962, pp. 13–14.
81. 1 2  Shacklady 1962, p. 54.
82. ↑  Shacklady 1962, p. 74.
83. 1 2  Geoffery 19. juli 1945, pp. 70–71.
84. ↑  Shacklady 1962, pp. 10–11.
85. ↑  Butler and Buttler 2006, p. 17.
86. ↑  Butler and Buttler 2006, p. 27.
87. ↑  Shacklady 1962, p. 53.
88. ↑  "Hotter and Faster." Flight, 1 september 1949. p. 203.
89. ↑  Shacklady 1962, pp. 42–43.
90. ↑  Butler and Buttler 2006, pp. 13–14.
91. ↑  Butler and Buttler 2006, pp. 27–28.
92. ↑  BBC4 "Jet! When Britain Ruled the Skies." Episode 1. Military Marvels. First broadcast 22/08/2012
93. ↑  Shacklady 1962, p. 129.
94. ↑  Shacklady 1962, pp. 129–131.
95. ↑  ARC CP 88  Arkiveret 12. august 2014 hos  Wayback Machine, Fatigue Tests on Typical Two Spar Light Alloy Structures (Meteor 4 Tailplanes) under Reversed Loading K.D. Raithby, B.Sc., A.F.R.Ae.S.
96. ↑  Vasconcelos, Miguel (2013), Civil Airworthiness Certification: Former Military High-Performance Aircraft, Federal Aviation Administration, s. 2-40
97. ↑  Marks, Paul. "The Rocket-Powered Rise of the Ejector Seat." BBC News, 21. maj 2015.
98. ↑  Shacklady 1962, p. 73.
99. ↑  Kenyon, Dennis. "The Night It Rained Meteors". Loop Aviation, juni 2008.
100. ↑  Butler and Buttler 2006, p. 18.
101. 1 2  Butler and Buttler 2006, p. 48.
102. ↑  Shacklady 1962, p. 28.
103. 1 2  Shacklady 1962, p. 30.
104. ↑  Shacklady 1962, pp. 30–31.
105. ↑  Geoffery 19. juli 1945, p. 70.
106. ↑  Shacklady 1962, pp. 31–32.
107. 1 2  Shacklady 1962, p. 32.
108. ↑  Green 1968, p. 55.
109. 1 2  "CL 2934." Imperial War Museum. Retrieved: 3. juni 2012.
110. ↑  Shacklady 1962, pp. 32–33.
111. 1 2  Butler and Buttler 2006, p. 49.
112. ↑  Shacklady 1962, pp. 52–54.
113. ↑  Cicaleso, del Gaizo and Rivas 2003, pp. 69–72.
114. ↑  Butler and Buttler 2006, pp. 31–32.
115. ↑  Andrews 1965, pp. 9–10.
116. ↑  "Gloster Meteor T7." Arkiveret 24. september 2016 hos  Wayback Machine Royal Air Force Museum, Retrieved 12. juli 2013.
117. ↑  Mason 1992, p. 341.
118. ↑  Butler and Buttler 2006, pp. 32–33.
119. ↑  Butler and Buttler 2006, pp. 32–34.
120. ↑  Butler and Buttler 2006, p. 52-53.
121. ↑  James 1971, p. 369.
122. ↑  Harrison 2001, p. 31.
123. ↑  Harrison 2001, p. 28.
124. ↑  Williams Aeroplane Monthly Maj 1995, p. 22.
125. ↑  James 1971, p. 293.
126. ↑  Williams Aeroplane Monthly juni 1995, pp. 10–12.
127. 1 2  Williams Aeroplane Monthly juni 1995, p. 12.
128. ↑  Butler and Buttler 2006, p. 55.
129. 1 2  "ADF Aircraft Serial Numbers: RAAF A77 Gloster Meteor F 8." adf-serials.com. Retrieved: 8. august 2010.
130. 1 2  Butler and Buttler 2006, p. 69.
131. ↑  Shacklady 1962, pp. 74–75.
132. ↑  Andrews 1965, p. 5.
133. ↑  Andrews 1965, pp. 6–7.
134. ↑  "RAAF Airpower." Arkiveret 24. maj 2006 hos  Wayback Machine raaf.gov.au. Retrieved: 23. marts 2010.
135. 1 2  Andrews 1965, p. 7.
136. ↑  Igor Seidov & Stuart Britton, 2014, Red Devils over the Yalu: A Chronicle of Soviet Aerial Operations in the Korean War, 1950–53, Solihull, England; Helion & Company, pp. 272–276.
137. ↑  Andrews 1965, p. 8.
138. ↑  Andrews 1965, p. 9.
139. ↑  Butler and Buttler 2006, p. 70.
140. 1 2  James 1971, p. 262.
141. ↑  Cicalesi and Rivas 2002, pp. 122–123.
142. ↑  Cicalesi and Rivas 2002, p. 124.
143. ↑  Cicalesi and Rivas 2002, p. 126.
144. 1 2 3  Cicaleso, del Gaizo and Rivas 2003, p. 72.
145. ↑  Cicalesi and Rivas 2002, p. 125.
146. ↑  James 1971, p. 263.
147. 1 2  James 1971, p. 270.
148. ↑  James 1971, p. 280.
149. ↑  James 1971, p. 298.
150. ↑  Jabber 1981, pp. 81, 99–100.
151. ↑  Nicolle Air Enthusiast No 112, p.57.
152. ↑  Nicolle Air Enthusiast No 113, pp. 36–37.
153. ↑  Nicolle Air Enthusiast No 113, p. 43.
154. ↑  Nicolle Air Enthusiast No 114, p. 54.
155. 1 2 3 4 5  Aloni 2001, p. 24.
156. ↑  Andrews 1965, pp. 10, 12.
157. ↑  Williams Aeroplane Monthly juni 1995, pp. 10–11.
158. ↑  James 1971, pp. 271–272.
159. ↑  Williams Aeroplane Monthly juni 1995, p. 11.
160. 1 2  Williams 1984, p. 49.
161. 1 2  Williams Aeroplane Monthly juli 1995, p. 44.
162. ↑  Williams Aeroplane Monthly juni 1995, pp. 11–12.
163. ↑  Aloni Air Enthusiast Fifty, pp. 39–40.
164. ↑  Aloni Air Enthusiast Fifty, p. 42.
165. ↑  Aloni Air Enthusiast Fifty, p. 44.
166. ↑  Aloni Air Enthusiast Fifty, p. 47.
167. ↑  Jabber 1981, p. 112.
168. ↑  Aloni 2001, p. 23.
169. ↑  Yonay 1993, pp. 161–163.
170. ↑  Aloni Air Enthusiast Fifty, p. 47–48.
171. 1 2 3 4 5 6  Draken.dk Besøgt 26/02-2017
172. 1 2 3 4 5  Danmarks Flymuseum Besøgt 26/02-2017
173. ↑  James 1971, pp. 257–258.
174. 1 2  Butler and Buttler 2006, p. 60.
175. ↑  James 1971, pp. 258–259.
176. ↑  Zuk 2004, p. 145.
177. ↑  "Mars to Javelin." Flight International, 27. maj 1955. p. 729.
178. ↑  "Janusz Żurakowski 'Zura' 1914–2004, Biography of the World Famous Pilot." zurakowskiavroarrow.homestead.com. Retrieved: 23. marts 2010.
179. ↑  Webster, David. "50 Years of Probe and Drogue Flight Refuelling cover signed Air Chief Marshal Sir Michael Knight KCB AFC FRAES, Director of Flight Refuelling Limited." the-best-of-british.com. Retrieved: 23. marts 2010.
180. ↑  King, H. F., 1955, p. 729.
181. 1 2 3 4 5 6 7 8 9  James 1987, pp. 357–358.
182. ↑  James 1987, p. 251.
183. ↑  "Know how from the Trent." Flight International, 1947. p. 79, 82.
184. ↑  Smith, Maurice A. "Trent Meteor In the Air." Flight International, 18. marts 1948. p. 299.
185. ↑  James 1987, p. 252.
186. 1 2  James 1987, pp. 253–257.
187. ↑  James 1987, pp. 257–264.
188. ↑  James 1987, p. 264.
189. ↑  "Jet Pilot Flies on His Stomach in British Experiment." Popular Mechanics, juli 1954, p. 139.
190. ↑  Young 1985, p. 83.
191. 1 2 3  James 1987, pp. 300–302.
192. ↑  James 1987, pp. 302–303.
193. ↑  James 1987, pp. 283–286.
194. ↑  Cicaleso, del Gaizo and Rivas 2003, p. 69.
195. ↑  Williams Aeroplane Monthly juli 1995, pp. 46–47.
196. ↑  Schrøder 1991, pp. 1–64.
197. 1 2 3  IsraDecal Studio, IAF-63, Middle East Mereors, instruction booklet
198. ↑  aeroflight.co.uk 117 Squadron
199. ↑  aeroflight.co.uk 119 Squadron
200. ↑  aeroflight.co.uk 107 Squadron
201. ↑  aeroflight.co.uk 110 Squadron
202. ↑  Jefford 2001, p. 175.
203. ↑  Caruana and Franks 2004, pp. 124–125.
204. ↑  Sturtivant and Balance 1994, p. 362.
205. ↑  Green 2001
206. ↑  Andrews 1965, p. 12.